# Senator Ninoy Aquino
Sen. Ninoy Aquino is een gemeente in de Filipijnse provincie Sultan Kudarat op het eiland Mindanao. Bij de laatste census in 2007 had de gemeente ruim 35 duizend inwoners.

## Geografie

### Bestuurlijke indeling
Sen. Ninoy Aquino is onderverdeeld in de volgende 20 barangays:
| - Banali - Basag - Buenaflores - Bugso - Buklod - Gapok - Kadi - Kapatagan - Kiadsam - Kuden | - Kulaman - Lagubang - Langgal - Limuhay - Malegdeg - Midtungok - Nati - Sewod - Tacupis - Tinalon |

## Demografie
Sen. Ninoy Aquino had bij de census van 2007 een inwoneraantal van 35.168 mensen. Dit zijn 4.946 mensen (16,4%) meer dan bij de vorige census van 2000. De gemiddelde jaarlijkse groei komt daarmee uit op 2,11%, hetgeen hoger is dan het landelijk jaarlijks gemiddelde over deze periode (2,04%). Vergeleken met de census van 1995 is het aantal mensen met 6.400 (22,2%) toegenomen.

De bevolkingsdichtheid van Sen. Ninoy Aquino was ten tijde van de laatste census, met 35.168 inwoners op 273 km², 105,4 mensen per km².